# 礼金
礼金（れいきん）とは、主に関東地方において、不動産の賃貸借契約の締結の際に賃借人が賃貸人に対して支払う一回払いの料金である。原則として返還されるべき敷金や保証金、建築協力金などとは異なる。近畿地方における敷引き（賃貸人が「敷金」として受領した金員のうち一定額を返還しないこと。なお、当該一部については不返還である以上は法的には敷金ではないとも考えられる。）に相当する。

## 現状
現在の日本には、新幹線・飛行機・電話で田舎と大都会の距離が小さくなり、大家の面倒は必要なくなってきた。にもかかわらず礼金を求めるのはほとんどの賃貸契約で一般的になり、別料金として求められている。東京23区なら、賃料の1,2か月分の礼金が標準である。一方、公営住宅とUR住宅の賃貸には一切礼金が取られない。住宅金融公庫の融資を受けて建築された物件も礼金を取ることを禁じられている。
また、後述の礼金に対する消費者契約法上の有効性に関するリスクや、あるいは引越しの際の出費を抑えたい賃借人側のニーズを反映して、礼金を取らない物件も見かけられるようになった。或いは、分かりやすい値下げの手段として、礼金を取らないキャンペーンが行われることもある。

## 礼金の性質
礼金の性質についてはさまざまな説が唱えられており、いくつかの性質が混在したものであるとも理解できる。代表的なものを挙げると、1.賃貸借契約締結への謝礼、2.賃料の前払い、3.退去後の空室期間に賃料が得られないことへの補償、4.自然損耗に関する原状回復費用などがある。これらは、敷引きについても同様に考えられよう。
また、借家関係における礼金は権利金ととらえることができ、上記②「賃料の前払い」のほか、5.賃借権設定の対価（賃借する権利に譲渡的性格を付与する）、6.場所的利益の対価、などに相当するとされている。

## 法的有効性に関する議論
日本の民法上、賃貸借契約の成立要件は、賃貸人が賃借人に賃貸目的物を引き渡して使用・収益させることを約し、賃借人がその対価として賃料を（定期的に）支払うことを約することである。もっとも、契約自由の原則から、賃料以外の金員の支払を約することは禁止されるものではない。最初から貸主への「謝礼」としての意味合いで支払われることから、性質が明確であり「納得いかなければはじめから契約しなければよい」というものである。
しかし、賃貸人が事業者で賃借人が消費者である場合には、消費者契約法により規制されるため、同法10条が問題となる。すなわち、消費者契約法10条によると、
1. 民商法の任意規定以上に消費者の権利を制限し、又は消費者の義務を加重する消費者契約の条項であって
2. 信義則に反して消費者の利益を一方的に害するもの

は無効とされる。民法では当月末の賃料支払のみが定められていることからすれば、1の要件に該当するとも考えられる。しかし、2については、1以上にその該当性の判断が困難であり、さまざまな議論がなされている。仮に無効であるとすれば、賃貸人がすでに受け取った礼金は不当利得として返還する義務があることになる。
この点に関する裁判例としては、当初、次の1件が確認されていた。
- 京都地判平成20年9月30日礼金の法的性質は、賃料（賃貸借の対価）の前払いであり、当月末を賃料支払日とする民法614条本文に比べ、賃借人の義務を加重しているから、①には該当する。しかし、礼金には賃貸借の対価としての性質があること、賃借人としてはそれが不返還であることは認識していたと認められること、他にも賃貸物件がある中で賃借人は当該物件を選択したものであること、賃借人は途中解約でも全額不返還であることは認識していたものと認められるうえ、途中解約の場合も全額不返還であることが前提となって賃料が設定されていることから、全額不返還であることについての賃貸人の期待は保護されるべきであること、2.95ヶ月分の礼金は不当に高いとはいえないことなどの理由から、②には該当するものとはいえず、当該事件における礼金約定が消費者契約10条に違反して無効であるとはいえないとした。

その後、入居期間が契約期間に比べて短かった場合（1年間の契約期間に対して1か月8日の入居期間）や、入居せずに解約した場合に、貸主に礼金の一部の返還を命じた裁判例が見受けられるようになった。とりわけ前者の事例について裁判所は、礼金は広義の賃料であるとした上で、賃料額と賃貸借期間の対応性から、未使用期間に対応する部分の返還を命じている。
敷引特約については、災害のため家屋が滅失したことにより賃貸借契約が終了した場合に適用を否定した最高裁判例（最一小判平成10年9月3日民集52巻6号1467頁）があるほか、下級審では消費者契約法により無効であるとした事例がある。敷引特約の有効性に関する裁判例として以下のものがあげられる。
- 肯定
  - 神戸地判平成14年6月14日（消費者契約法施行前の契約に関する裁判例） - 敷引特約は、敷引額が著しく高額である等の特段の事由がある場合を除いて、有効である。賃料1か月76,000円、敷金70万円（敷引28万円）などの内容の建物賃貸借契約における敷引特約は有効である。
  - 最一小判平成23年3月23日（消費者契約法施行後の契約に関する裁判例） - 敷引特約は、敷引額が著しく高額である等の特段の事由がある場合を除いて、有効である。なお、本件は通常損耗等の修繕を借主負担とし、その負担費用として敷引金契約上にて設定されているので、礼金とは趣旨が異なる。賃料1か月96,000円、保証金40万円（敷引21万円）などの内容の建物賃貸借契約における敷引きは有効である。
- 否定
  - 神戸地判平成17年7月14日判例時報1901号87頁 - 敷引特約は、関西地区における慣行であるが「信義則に違反して賃借人の利益を一方的に害するものと認められる」と述べ、消費者契約法10条により無効である旨判示した。
  - 京都地判平成18年11月8日も同条による無効を認めた事例である。

礼金が賃貸借契約成立時に支払われる金銭であるのに対し、更新料は契約更新時に支払われる金銭である。賃貸人は賃借人が入れ替われば礼金を受け取ることができるから、更新料は賃借人交代がないことの埋め合わせの役割を果たすともいえる。しかし、借地借家法・消費者契約法に照らして、その支払義務には礼金の場合よりも判断が分かれる。更新料の支払義務に関する裁判例（下級審のものを含む）として以下のものがあげられる。
- 肯定
  - 京都地判平成20年1月30日 - 建物賃貸借契約に関する本件更新料は、主に賃料の補充としての性質を有する。本件更新料特約は、消費者契約法10条・民法90条により無効であるとはいえない。
  - 東京簡判平成16年6月14日 - 店舗の賃貸借契約（賃貸期間3年）について、賃料の2か月分を更新料として請求することは認められる。
- 否定
  - 京都地判平成21年7月23日、大阪高判平成21年8月27日 - 建物賃貸借に関する本件更新料特約は、賃借人の利益を一方的に害する特約であり、消費者契約法により無効である。
  - 京都地判平成16年5月18日 - 建物賃貸借に関する本件更新料特約は法定更新の場合には適用されない。
  - 最一小判昭和57年4月15日 - 建物賃貸借に関する本件更新料特約は、法定更新の場合には適用されない。

### 社会政策上の規制
住宅金融公庫の融資を受けて建設された住宅については、住宅金融公庫法施行規則10条1項の規定により、賃貸人は「毎月その月又は翌月分の家賃を受領すること及び家賃の三月分を超えない額の敷金を受領することを除くほか、賃借人から権利金、謝金等の金品を受領し、その他賃借人の不当な負担となることを賃貸の条件としてはならない」旨の規制がなされている。よって、賃貸人は礼金や更新料等を受領することができない（私法上の効力につき大阪高判平成10年9月24日およびこれに関する国民生活センターの解説を参照）。沖縄振興開発金融公庫の融資を受けて建設された住宅についても同様である（沖縄振興開発金融公庫法施行規則11条1項）。
特定優良賃貸住宅の供給の促進に関する法律に基づき建設された住宅についても、同法施行規則13条の規定により、賃貸人は「毎月その月分の家賃を受領すること及び家賃の三月分を超えない額の敷金を受領することを除くほか、賃借人から権利金、謝金等の金品を受領し、その他賃借人の不当な負担となることを賃貸の条件としてはならない」旨の規制がなされている。その他、同旨の規制として、以下のものがある。
- 国土交通省関係中心市街地の活性化に関する法律施行規則18条
- 高齢者の居住の安定確保に関する法律施行規則11条
- 大都市地域における住宅及び住宅地の供給の促進に関する特別措置法施行規則50条の12
- 農地所有者等賃貸住宅建設融資利子補給臨時措置法施行規則15条2項

## 海外
インドでは賃貸人が逆に賃借人にお礼のお金を払うことがある。ただし契約にその額が決められているわけではないという。実質的には日本のフリーレント制度と同じである。